# Peltorhamphus novaezeelandiae
Peltorhamphus novaezeelandiae är en fiskart som beskrevs av Günther 1862. Peltorhamphus novaezeelandiae ingår i släktet Peltorhamphus och familjen flundrefiskar. Inga underarter finns listade i Catalogue of Life.